# Municipalité (Lituanie)

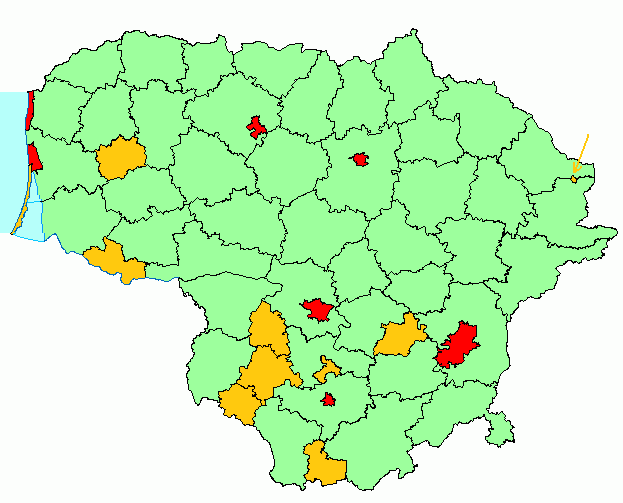
Les municipalités de Lituanie :
43 municipalités de district
7 municipalités de ville
10 municipalités simples

La Lituanie comporte 10 apskritys qui sont chacun divisés en municipalités (en lituanien : savivaldybės), lesquelles sont en tout au nombre de 60. Les municipalités lituaniennes correspondent au 1er niveau d'unité administrative locale (LAU1) adopté par la Commission européenne.

## Les trois catégories de municipalités
On distingue trois types de municipalités :
- municipalités de district (en lituanien : rajono savivaldybės)

Elles sont au nombre de 43 et correspondent grosso modo aux districts (raïons) hérités de l'administration soviétique. On les appelle souvent simplement districts ou raïons (rajonas), le mot municipalité n'ayant été introduit qu'en 1994.
- municipalités de villes (en lituanien : miesto savivaldybės)

Elles sont au nombre de 8 dont 6 correspondent aux 6 plus grandes villes du pays. 5 des 6 villes sont aussi les chefs-lieux des districts correspondants (la municipalité du district de Klaipėda faisant exception). Ces municipalités de ville sont donc des municipalités de zones urbaines tandis que les municipalités de district représentent les zones rurales entourant ces villes. Le statut spécial de la municipalité de Visaginas-ville (celle de la 13e ville du pays) s'explique par le fait que la majorité de ses résidents sont d'origine russe. Enfin, la municipalité de Palanga-ville ne se compose pas de la seule ville de Palanga, mais inclut également plusieurs stations balnéaires bordant la mer Baltique.
- municipalités : 9 municipalités simples ont été créées en 2000 par l'« Acte de réforme des Municipalités ». Leur nom ne comporte ni le mot « ville », ni le mot « district ». La municipalité de Neringa s'appelait auparavant municipalité de Neringa-ville.

Toutes les municipalités portent le nom de leur chef-lieu sauf trois, la municipalité du district de Klaipėda (chef-lieu : Gargždai), la municipalité du district d'Akmenė (chef-lieu : Naujoji Akmenė) et la municipalité de Neringa (chef-lieu : Nida).
Les municipalités sont à leur tour divisées en seniūnijos, qui sont en tout 546 (en lituanien: au singulier - seniūnija, au pluriel - seniūnijos) et correspondent à un conseil des seniors ou des « anciens ».

## Système électoral
Les conseillers municipaux sont élus pour quatre ans au scrutin proportionnel plurinominal. Le nombre de conseillers par municipalité varie entre 15 et 51 en proportion de sa population. Depuis 2015, les maires ne sont plus élus par les conseils municipaux, mais directement élus au scrutin uninominal majoritaire à deux tours. Pour l'emporter au premier tour, un candidat doit obtenir la majorité absolue ainsi qu'un total de voix supérieur à 20 % du nombre d'inscrits sur les listes électorales dans la municipalité si le taux de participation est inférieur à 40 %. A défaut, un second tour est organisé entre les deux candidats arrivés en tête au premier tour, et celui ayant réunit le plus de suffrages l'emporte. Depuis une réforme votée en 2022, les maires sont limités à un maximum de trois mandats consécutifs,.

## Liste des municipalités
|  | Municipalité                            | Apskritis   | Chef-lieu      | Superficie (km²) | Population (2010) | Densité | Nb. de seniūnijos |
|  | --------------------------------------- | ----------- | -------------- | ---------------- | ----------------- | ------- | ----------------- |
|  | Municipalité du district d'Akmenė       | Šiauliai    | Naujoji Akmenė | 844              | 26 737            | 31,7    | 6                 |
|  | Municipalité d'Alytus-ville             | Alytus      | Alytus         | 40               | 66 841            | 1 671,0 | -                 |
|  | Municipalité du district d'Alytus       | Alytus      | Alytus         | 1 404            | 30 691            | 21,9    | 11                |
|  | Municipalité du district d'Anykščiai    | Utena       | Anykščiai      | 1 765            | 31 088            | 17,6    | 10                |
|  | Municipalité de Birštonas               | Kaunas      | Birštonas      | 124              | 5 178             | 41,8    | 1                 |
|  | Municipalité du district de Biržai      | Panevėžys   | Biržai         | 1 476            | 32 116            | 21,8    | 8                 |
|  | Municipalité de Druskininkai            | Alytus      | Druskininkai   | 454              | 24 044            | 53,0    | 2                 |
|  | Municipalité d'Elektrėnai               | Vilnius     | Elektrėnai     | 509              | 27 622            | 54,3    | 8                 |
|  | Municipalité du district d'Ignalina     | Utena       | Ignalina       | 1 447            | 19 374            | 13,4    | 12                |
|  | Municipalité du district de Jonava      | Kaunas      | Jonava         | 944              | 51 401            | 54,5    | 9                 |
|  | Municipalité du district de Joniškis    | Šiauliai    | Joniškis       | 1 152            | 29 310            | 25,4    | 10                |
|  | Municipalité du district de Jurbarkas   | Tauragė     | Jurbarkas      | 1 507            | 34 213            | 22,7    | 12                |
|  | Municipalité du district de Kaišiadorys | Kaunas      | Kaišiadorys    | 1 087            | 35 334            | 32,5    | 11                |
|  | Municipalité de Kalvarija               | Marijampolė | Kalvarija      | 441              | 13 162            | 29,8    | 4                 |
|  | Municipalité de Kaunas-ville            | Kaunas      | Kaunas         | 157              | 348 624           | 2 220,5 | 11                |
|  | Municipalité du district de Kaunas      | Kaunas      | Kaunas         | 1 496            | 90 196            | 60,3    | 23                |
|  | Municipalité de Kazlų Rūda              | Marijampolė | Kazlų Rūda     | 555              | 14 189            | 25,6    | 4                 |
|  | Municipalité du district de Kėdainiai   | Kaunas      | Kėdainiai      | 1 677            | 61 872            | 36,9    | 11                |
|  | Municipalité du district de Kelmė       | Šiauliai    | Kelmė          | 1 705            | 36 801            | 21,6    | 11                |
|  | Municipalité de Klaipėda-ville          | Klaipėda    | Klaipėda       | 98               | 182 752           | 1 864,8 | 1                 |
|  | Municipalité du district de Klaipėda    | Klaipėda    | Gargždai       | 1 336            | 52 125            | 39,0    | 11                |
|  | Municipalité du district de Kretinga    | Klaipėda    | Kretinga       | 989              | 45 103            | 45,6    | 8                 |
|  | Municipalité du district de Kupiškis    | Panevėžys   | Kupiškis       | 1 080            | 22 369            | 20,7    | 6                 |
|  | Municipalité du district de Lazdijai    | Alytus      | Lazdijai       | 1 309            | 24 246            | 18,5    | 14                |
|  | Municipalité de Marijampolė             | Marijampolė | Marijampolė    | 755              | 68 303            | 90,5    | 9                 |
|  | Municipalité du district de Mažeikiai   | Telšiai     | Mažeikiai      | 1 220            | 64 430            | 52,8    | 9                 |
|  | Municipalité du district de Molėtai     | Utena       | Molėtai        | 1 367            | 22 475            | 16,4    | 12                |
|  | Municipalité de Neringa                 | Klaipėda    | Nida           | 90               | 3 682             | 40,9    | 2                 |
|  | Municipalité de Pagėgiai                | Tauragė     | Pagėgiai       | 537              | 11 131            | 20,7    | 5                 |
|  | Municipalité du district de Pakruojis   | Šiauliai    | Pakruojis      | 1 316            | 26 561            | 20,2    | 8                 |
|  | Municipalité de Palanga-ville           | Klaipėda    | Palanga        | 79               | 17 645            | 223,4   | 1                 |
|  | Municipalité de Panevėžys-ville         | Panevėžys   | Panevėžys      | 50               | 111 959           | 2 239,2 | -                 |
|  | Municipalité du district de Panevėžys   | Panevėžys   | Panevėžys      | 2 179            | 42 449            | 19,5    | 12                |
|  | Municipalité du district de Pasvalys    | Panevėžys   | Pasvalys       | 1 289            | 31 718            | 24,6    | 11                |
|  | Municipalité du district de Plungė      | Telšiai     | Plungė         | 1 105            | 43 044            | 39,0    | 11                |
|  | Municipalité du district de Prienai     | Kaunas      | Prienai        | 1 031            | 33 048            | 32,1    | 10                |
|  | Municipalité du district de Radviliškis | Šiauliai    | Radviliškis    | 1 635            | 47 626            | 29,1    | 12                |
|  | Municipalité du district de Raseiniai   | Kaunas      | Raseiniai      | 1 573            | 40 656            | 25,8    | 12                |
|  | Municipalité de Rietavas                | Telšiai     | Rietavas       | 586              | 9 837             | 16,8    | 5                 |
|  | Municipalité du district de Rokiškis    | Panevėžys   | Rokiškis       | 1 807            | 37 815            | 20,9    | 10                |
|  | Municipalité du district de Šakiai      | Marijampolė | Šakiai         | 1 453            | 35 507            | 24,4    | 14                |
|  | Municipalité du district de Šalčininkai | Vilnius     | Šalčininkai    | 1 491            | 36 992            | 24,8    | 13                |
|  | Municipalité de Šiauliai-ville          | Šiauliai    | Šiauliai       | 81               | 125 453           | 1 548,8 | 2                 |
|  | Municipalité du district de Šiauliai    | Šiauliai    | Šiauliai       | 1 807            | 49 199            | 27,2    | 11                |
|  | Municipalité du district de Šilalė      | Tauragė     | Šilalė         | 1 188            | 29 486            | 24,8    | 14                |
|  | Municipalité du district de Šilutė      | Klaipėda    | Šilutė         | 1 706            | 52 119            | 30,6    | 11                |
|  | Municipalité du district de Širvintos   | Vilnius     | Širvintos      | 906              | 18 629            | 20,6    | 8                 |
|  | Municipalité du district de Skuodas     | Klaipėda    | Skuodas        | 911              | 23 123            | 25,4    | 9                 |
|  | Municipalité du district de Švenčionys  | Vilnius     | Švenčionys     | 1 692            | 29 922            | 17,7    | 14                |
|  | Municipalité du district de Tauragė     | Tauragė     | Tauragė        | 1 179            | 49 925            | 42,3    | 8                 |
|  | Municipalité du district de Telšiai     | Telšiai     | Telšiai        | 1 439            | 53 821            | 37,4    | 11                |
|  | Municipalité du district de Trakai      | Vilnius     | Trakai         | 1 208            | 35 700            | 29,6    | 8                 |
|  | Municipalité du district d'Ukmergė      | Vilnius     | Ukmergė        | 1 395            | 44 783            | 32,1    | 12                |
|  | Municipalité du district d'Utena        | Utena       | Utena          | 1 230            | 46 939            | 38,2    | 10                |
|  | Municipalité du district de Varėna      | Alytus      | Varėna         | 2 218            | 27 604            | 12,4    | 8                 |
|  | Municipalité du district de Vilkaviškis | Marijampolė | Vilkaviškis    | 1 259            | 47 204            | 37,5    | 12                |
|  | Municipalité de Vilnius-ville           | Vilnius     | Vilnius        | 401              | 560 192           | 1 397,0 | 21                |
|  | Municipalité du district de Vilnius     | Vilnius     | Vilnius        | 2 129            | 96 484            | 45,3    | 23                |
|  | Municipalité de Visaginas-ville         | Utena       | Visaginas      | 58               | 28 335            | 488,5   | -                 |
|  | Municipalité du district de Zarasai     | Utena       | Zarasai        | 1 334            | 19 855            | 14,9    | 10                |

## Carte
Cette carte représente à la fois les apskritys et les municipalités. Les numéros correspondent aux huit municipalités de ville et 2 municipalités simples :
| 1 - Municipalité de Vilnius-ville 2 - Municipalité de Kaunas-ville 3 - Municipalité de Klaipėda-ville 4 - Municipalité de Panevėžys-ville | 5 - Municipalité de Šiauliai-ville 6 - Municipalité d'Alytus-ville 7 - Municipalité de Birštonas 8 - Municipalité de Palanga-ville | 9 - Municipalité de Visaginas-ville 10 - Municipalité de Neringa |